# MacOS High Sierra
macOS 10.13 High Sierra (dall'omonimo CDP californiano) è la quattordicesima versione del sistema operativo macOS sviluppato da Apple Inc., la seconda a chiamarsi "macOS" invece che "OS X". È stato presentato ufficialmente al pubblico da Craig Federighi il 5 giugno 2017 a San Francisco, durante l'Apple WWDC. Lo stesso giorno della presentazione è uscita la prima beta per sviluppatori. Si concentra sull'incorporazione di nuove tecnologie e il miglioramento delle caratteristiche esistenti. Soprattutto le applicazioni Foto e Safari hanno subito notevoli cambiamenti. Il nome "High Sierra" si riferisce alla regione più elevata della Sierra Nevada, una catena montuosa della California. Come con Snow Leopard, Mountain Lion e El Capitan, la denominazione indica il perfezionamento del suo predecessore, incentrato sui miglioramenti delle prestazioni e gli aggiornamenti tecnici piuttosto che sull'aggiunta di funzionalità.

## Funzionalità
macOS High Sierra è incentrato su nuove tecnologie implementate nel sistema operativo come il pieno supporto a APFS, a HEVC per una migliore compressione video e introduce Metal 2, con il supporto alla realtà virtuale e a GPU esterne. Sono state apportate migliorie all'app Foto, tra cui l'aggiunta di strumenti più avanzati per il fotoritocco e più opzioni per le Live Photos; Safari è stato reso più efficiente e ha nuove funzioni come l'antitracking. Altre app che hanno subito qualche modifica sono FaceTime, Note e Mail. Inoltre la voce di Siri è stata resa più espressiva ed ora supporta Apple Music.

## Requisiti di sistema
macOS High Sierra ha gli stessi requisiti minimi del suo predecessore:
- iMac: metà 2009 o più recente
- MacBook/MacBook (Retina): fine 2009 o più recente
- MacBook Pro: metà 2010 o più recente
- MacBook Air: fine 2010 o più recente
- Mac mini: metà 2010 o più recente
- Mac Pro: metà 2010 o più recente

L'accelerazione hardware HEVC richiede un processore di sesta generazione Skylake o più recente:
- iMac: fine 2015 27" o più recente, metà 2017 21.5" o più recente
- MacBook: inizio 2016 o più recente
- MacBook Pro: fine 2016 o più recente

## Modifiche

### Sistema

#### Apple File System
Apple File System (APFS) sostituisce HFS Plus come file system predefinito in macOS. È stato progettato per sfruttare al meglio le nuove memorie flash SSD, con supporto nativo ai 64 bit, una maggiore reattività e crittografia integrata.

#### Metal 2
Metal, l'API grafica low-level di Apple è stata aggiornata a Metal 2. Tra le novità vi sono il supporto nativo alla realtà virtuale e all'apprendimento automatico, così come il supporto per le GPU esterne.

#### HEVC
MacOS High Sierra aggiunge il supporto per il codec video di elaborazione ad alta efficienza (HEVC o H.265), con accelerazione hardware dove disponibile, nonché il supporto per il formato di file di immagine HEIF (High Efficiency Image File Format). I Mac con il processore Intel Kaby Lake offrono supporto hardware per la decodifica hardware 10-bit principale 10 profili, quelli con il processore Intel Skylake supportano il profilo principale a 8-bit di decodifica, e quelli con AMD Radeon 400 Series Grapichs supportano anche la decodifica completa.
I nuovi formati permetteranno una compressione fino al 40% superiore al precedente standard (H.264).

#### Altro
Grazie alle nuove misure di sicurezza le estensioni del kernel richiederanno l'esplicita approvazione da parte dell'utente prima di poter essere eseguite.

### Applicazioni

#### Foto
MacOS High Sierra offre all'applicazione Foto, un re-design parziale con una nuova e più completa barra laterale (elenco degli album, fotografie in ordine cronologico di importazione) e nuovi strumenti di organizzazione (selezione migliorata, nuovi filtri per la ricerca). La sezione Persone è stata potenziata; inoltre, per chi ha attiva la iCloud Photo Library, ne permette la sincronizzazione tra i dispositivi.
Vengono migliorati anche gli strumenti di editing, con l'aggiunta di curve per regolare il contrasto, filtri professionali e opzioni di riduzione del rumore nelle immagini. Dal Mac App Store, poi, si potranno scaricare estensioni per integrare nuove funzionalità di modifica e di creazione. Ogni cambiamento alla foto effettuata in un altro programma sarà ora salvata nell'immagine originale in Foto. 

È stato anche migliorato il supporto alle Live Photos con la possibilità di scegliere una diversa foto chiave, di ritagliarle e di eliminarne l'audio. Aggiunti anche gli effetti video "rimbalzo", "loop" ed "esposizione lunga". 

Infine, è stata potenziata la funzione dei Ricordi integrando 10 nuove categorie: animali domestici, bambini, attività all’aperto, spettacoli, matrimoni, compleanni ed eventi sportivi.

#### Safari
Safari integra una nuova funzione di Intelligent Tracking Prevention, che sfrutta l'apprendimento automatico per impedire ad inserzionisti e siti terzi il tracciamento delle azioni dell'utente.
Safari blocca di default la riproduzione automatica dei video e degli audio sui siti web. La "modalità lettore" (reader view), poi, può essere abilitata per essere sempre attiva. La nuova gestione dei Preferiti permette, inoltre, di selezionare un comportamento specifico di autoriproduzione, modalità lettore, blocco contenuti, zoom e localizzazione, diverso per ogni pagina.
Infine, Safari ha potenziato ulteriormente la sua velocità, risultando il più rapido nelle analisi dei benchmark effettuate al momento dell'uscita. Il lettore video in HTML5 è stato ridisegnato per garantire le prestazioni e la durabilità della batteria migliori per la riproduzione su Netflix.

#### iCloud Drive
Viene introdotta la possibilità di condividere file direttamente dal Finder, generando un URL specifico condivisibile. iCloud permette ora la condivisione del proprio piano dati con la propria famiglia.

## Rilascio
A partire dal 5 giugno 2017 macOS High Sierra è in versione beta, con pubblicazione prevista per il 25 settembre 2017. 
| Versione     | Build   | Data              | Darwin |
| ------------ | ------- | ----------------- | ------ |
| 10.13 Beta 9 | 17A360a | 1º settembre 2017 | 17.0.0 |
| 10.13        | 17A365  | 25 settembre 2017 | 17.0.0 |
| 10.13.1      | 17B48   | 31 ottobre 2017   | 17.2.0 |
| 10.13.2      | 17C88   | 6 dicembre 2017   | 17.3.0 |
| 10.13.2      | 17C205  | 8 gennaio 2018    | 17.3.0 |
| 10.13.3      | 17D47   | 23 gennaio 2018   | 17.4.0 |
| 10.13.3      | 17D102  | 19 febbraio 2018  | 17.4.0 |
| 10.13.4      | 17E199  | 29 marzo 2018     | 17.5.0 |
| 10.13.4      | 17E202  | 24 aprile 2018    | 17.5.0 |
| 10.13.5      | 17F77   | 1º giugno 2018    | 17.6.0 |
| 10.13.6      | 17G65   | 9 luglio 2018     | 17.7.0 |